# African Children
African Children – dwudziesty drugi album studyjny Sizzli, jamajskiego wykonawcy muzyki reggae i dancehall.
Płyta została wydana w roku 2003 wspólnym nakładem dwóch niewielkich wytwórni: Tuff Rock Records oraz Fire Ball Records. Znalazła się na niej kompilacja najnowszych singli Sizzli, zestawiona przez Horace Andersona. Produkcją całości zajęli się Leroy "Sugar Roy" Moore oraz Glenis "Rebel Chris" Gooden.

## Lista utworów
1. "Keep in Touch"
2. "Blessing"
3. "Some How"
4. "Beautiful"
5. "Long Way"
6. "Praise Jah & Live"
7. "Stay Clean"
8. "Your Love"
9. "Life"
10. "Jah Alone"
11. "Perfect One"
12. "Bring Your Loving"
13. "Love You"
14. "Burn the Herb"
15. "Better Tomorrow"
16. "Slue Them"